# بيضة الديك
بيضة الديك رواية للكاتب المغربي محمد زفزاف، صدرت سنة 1984 عن منشورات الجامعة في الدار البيضاء. تنتمي الرواية إلى الأدب الواقعي الاجتماعي، وتتناول حياة مجموعة من الشبان والفتيات الذين يعيشون على هامش المجتمع، وينخرطون في حياة الليل والبغاء نتيجة غياب فرص العمل.
تُرجمت الرواية إلى الفرنسية بعنوان L’Œuf du coq، وفازت ترجمتها بجائزة الأطلس الكبرى (Prix Grand Atlas) سنة 1998. تعتبر من أبرز أعمال زفزاف، لما تحمله من تصوير واقعي للطبقات المهمشة، ولأسلوبها الذي يجمع بين اللغة البسيطة والتعبير المباشر عن الواقع الاجتماعي.

## دلالة العنوان
عنوان رواية "بيضة الديك" يحمل دلالة رمزية مستمدة من المثل الشعبي المعروف بأن الديك لا يبيض، وإن حدث فذلك أمر نادر الحدوث إلى حد الاستحالة. في سياق الرواية، تشير "بيضة الديك" إلى الحدث الاستثنائي أو الفرصة النادرة التي لا تتكرر، والمقصود بها في القصة الزواج المفاجئ لجيجي من مدير البار، ثم حصولها على ثروة بعد وفاته، وهو تحول غير متوقع في حياة شخصية تعيش على هامش المجتمع. العنوان يرمز إلى الحدث النادر الذي يغير مجرى حياة الشخصيات، و إلى المفارقة بين واقع البؤس والهامش وبين الانفراج المفاجئ، كما يرمز سخرية القدر، حيث تأتي التحولات الكبرى غالبًا من الصدف لا من التخطيط أو الجهد.

## ملخص
تصوّر رواية بيضة الديك عالم مجموعة من الشبان والفتيات الذين يعيشون في هامش المجتمع، ويجدون أنفسهم منخرطين في حياة الليل بسبب غياب فرص العمل. تتركز الأحداث حول "جيجي"، فتاة فرت من مراكش بعد اكتشاف أهلها علاقة لها، و"رحال"، شاب يرفض العمل كمخبر ويحاول الحفاظ على قدر من الكرامة، و"الحاجة"، امرأة يهودية اعتنقت الإسلام وتدير بارًا. تتقاطع مصائر الشخصيات في فضاء الملهى الليلي، حيث تتزوج جيجي من مدير البار الذي يموت تاركًا لها ثروة تضعها تحت تصرف رحال. الرواية تسرد الأحداث بواقعية، عارضةً العلاقات والظروف الاجتماعية التي تحيط بالشخصيات.

## الشخصيات:
أبرز شخصيات رواية بيضة الديك:
- جيجي (غنو): فتاة من مراكش، تهرب إلى الدار البيضاء بعد أن يكتشف أهلها علاقة غرامية لها. تعمل في بار تديره الحاجة، وتتزوج لاحقًا من مدير البار الذي يموت تاركًا لها ثروة، فتضعها تحت تصرف رحال.
- رحال: شاب يعيش في الدار البيضاء، يرفض عرضًا للعمل كمخبر، ويسعى للحفاظ على كرامته رغم ظروفه الصعبة. يعمل نادلاً في بار الحاجة ويرتبط بعلاقة مع جيجي.
- الحاجة: كانت يهودية واعتنقت الإسلام بعد زواجها من مسلم. تدير بارًا وتدخل في علاقة مع الشاب عمر، مدعية أمام الناس أنه ابنها.
- عمر: شاب يفر إلى الدار البيضاء بعد تورطه في حادثة اغتصاب في مراكش. تنقذه الحاجة من السجن وتوظفه لديها.
- مدير البار: زوج جيجي لفترة قصيرة قبل وفاته ووراثتها لثروته.
- الكاتب/الراوي: شخصية مثقفة صديقة لرحال وعمر، تراقب الأحداث وترويها من منظورها.